# Општина Алтотонга (Веракруз)
Алтотонга (шп. Altotonga) општина је у Мексику у савезној држави Веракруз. Општина се налази на надморској висини од 1872 м.

## Становништво
Према подацима из 2010. у општини је живело 60396 становника.

### Хронологија
| Година       | 2000                  | 2005                  | 2010                  |
| ------------ | --------------------- | --------------------- | --------------------- |
| Становништво | 53241 (26009 / 27232) | 56962 (27335 / 29627) | 60396 (29014 / 31382) |

### Попис
| \| \| м \| \| \| ж \| \| 0—2 \| 2.057 \| \| \| 2.128 \| \| 3—5 \| 2.239 \| \| \| 2.153 \| \| 6—11 \| 4.629 \| \| \| 4.703 \| \| 12—14 \| 2.204 \| \| \| 2.201 \| \| 15—17 \| 2.120 \| \| \| 2.127 \| \| 18—24 \| 3.563 \| \| \| 3.854 \| \| 60+ \| 2.216 \| \| \| 2.706 \| \| Просек : \| 25,5 \| \| \| 26,8 \| |       |  |  |       |
| |       |  |  |       |
| | м     |  |  | ж     |
| 0—2 | 2.057 |  |  | 2.128 |
| 3—5 | 2.239 |  |  | 2.153 |
| 6—11 | 4.629 |  |  | 4.703 |
| 12—14 | 2.204 |  |  | 2.201 |
| 15—17 | 2.120 |  |  | 2.127 |
| 18—24 | 3.563 |  |  | 3.854 |
| 60+ | 2.216 |  |  | 2.706 |
| Просек : | 25,5  |  |  | 26,8  |

| #   | Индикатор                                                                                        | Вредност |
| --- | ------------------------------------------------------------------------------------------------ | -------- |
| 1   | Становништво од 0 до 2 године                                                                    | 4185     |
| 2   | Мушко становништво од 0 до 2 године                                                              | 2057     |
| 3   | Женско становништво од 0 до 2 године                                                             | 2128     |
| 4   | Становништво са 3 и више година                                                                  | 56078    |
| 5   | Мушко становништво са 3 и више година                                                            | 26888    |
| 6   | Женско становништво са 3 и више година                                                           | 29190    |
| 7   | Становништво са 5 и више година                                                                  | 53102    |
| 8   | Мушко становништво са 5 и више година                                                            | 25361    |
| 9   | Женско становништво са 5 и више година                                                           | 27741    |
| 10  | Становништво са 12 и више година                                                                 | 42354    |
| 11  | Мушко становништво са 12 и више година                                                           | 20020    |
| 12  | Женско становништво са 12 и више година                                                          | 22334    |
| 13  | Становништво са 15 и више година                                                                 | 37949    |
| 14  | Мушко становништво са 15 и више година                                                           | 17816    |
| 15  | Женско становништво са 15 и више година                                                          | 20133    |
| 16  | Становништво са 18 и више година                                                                 | 33702    |
| 17  | Мушко становништво са 18 и више година                                                           | 15696    |
| 18  | Женско становништво са 18 и више година                                                          | 18006    |
| 19  | Становништво од 3 до 5 година                                                                    | 4392     |
| 20  | Мушко становништво од 3 до 5 година                                                              | 2239     |
| 21  | Женско становништво од 3 до 5 година                                                             | 2153     |
| 22  | Становништво од 6 до 11 година                                                                   | 9332     |
| 23  | Мушко становништво од 6 до 11 година                                                             | 4629     |
| 24  | Женско становништво од 6 до 11 година                                                            | 4703     |
| 25  | Становништво од 8 до 14 година                                                                   | 10667    |
| 26  | Мушко становништво од 8 до 14 година                                                             | 5285     |
| 27  | Женско становништво од 8 до 14 година                                                            | 5382     |
| 28  | Становништво од 12 до 14 година                                                                  | 4405     |
| 29  | Мушко становништво од 12 до 14 година                                                            | 2204     |
| 30  | Женско становништво од 12 до 14 година                                                           | 2201     |
| 31  | Становништво од 15 до 17 година                                                                  | 4247     |
| 32  | Мушко становништво од 15 до 17 година                                                            | 2120     |
| 33  | Женско становништво од 15 до 17 година                                                           | 2127     |
| 34  | Становништво од 18 до 24 године                                                                  | 7417     |
| 35  | Мушко становништво од 18 до 24 године                                                            | 3563     |
| 36  | Женско становништво од 18 до 24 године                                                           | 3854     |
| 37  | Женско становништво од 15 до 49 година                                                           | 15397    |
| 38  | Становништво са 60 и више година                                                                 | 4922     |
| 39  | Мушко становништво са 60 и више година                                                           | 2216     |
| 40  | Женско становништво са 60 и више година                                                          | 2706     |
| 41  | Однос између мушкараца и жена                                                                    | 92.45    |
| 42  | Становништво од нуле до 14 година                                                                | 22314    |
| 43  | Становништво од 15 до 64 године                                                                  | 34432    |
| 44  | Становништво од 65 година и више                                                                 | 3517     |
| 45  | Просечан број деце                                                                               | 2.95     |
| 46  | Становништво рођено у ентитету                                                                   | 57636    |
| 47  | Мушко становништво рођено у ентитету                                                             | 27808    |
| 48  | Женско становништво рођено у ентитету                                                            | 29828    |
| 49  | Становништво рођено у другом ентитету                                                            | 2494     |
| 50  | Мушко становништво рођено у другом ентитету                                                      | 1082     |
| 51  | Женско становништво рођено у другом ентитету                                                     | 1412     |
| 52  | Становништво од 5 година и више резидентно у ентитету у јуну 2005. године                        | 51201    |
| 53  | Мушко становништво старосног доба од 5 година и више, резидентно у ентитету у јуну 2005. године  | 24235    |
| 54  | Женско становништво старосног доба од 5 и више година, резидентно у ентитету у јуну 2005. године | 26966    |
| 55  | Становништво од 5 година и више које је живело у другом ентитету у јуну 2005. године             | 1144     |
| 56  | Мушко становништво старије од 5 година које је живело у другом ентитету у јуну 2005. године      | 588      |
| 57  | Женско становништво старије од 5 година које је живело у другом ентитету у јуну 2005. године     | 556      |
| 58  | Становништво од 3 године и више које говори аутохтони језик                                      | 870      |
| 59  | Мушко становништво старо 3 године и више које говори аутохтони језик                             | 409      |
| 60  | Женско становништво старо 3 године и више које говори аутохтони језик                            | 461      |
| 61  | Становништво од 3 године и више које говори аутохтони језик и не говори шпански језик            | 3        |
| 62  | Мушко становништво старо 3 године и више које говори аутохтони језик и не говори шпански         | 1        |
| 63  | Женско становништво старо 3 године и више које говори аутохтони језик и не говори шпански језик  | 2        |
| 64  | Становништво старо 3 године и више које говори аутохтони језик и шпански                         | 767      |
| 65  | Мушко становништво старо 3 године и више које говори аутохтони језик и шпански                   | 361      |
| 66  | Женско становништво старо 3 године и више које говори аутохтони језик и шпански                  | 406      |
| 67  | Становништво од 5 година и више које говори аутохтони језик                                      | 867      |
| 68  | Становништво од 5 година и више које говори аутохтони језик и не говори шпански језик            | 3        |
| 69  | Становништво од 5 година и више које говори аутохтони језик и говори шпански језик               | 767      |
| 70  | Становништво у домородачким домаћинствима                                                        | 2596     |
| 71  | Становништво са ограничењима у активностима                                                      | 1753     |
| 72  | Становништво са ограниченим ходањем или кретањем, горе или доле                                  | 860      |
| 73  | Становници са ограничењима вида, чак и уз кориштење сочива                                       | 396      |
| 74  | Становништво са ограничењима говора, комуникације или конверзације                               | 273      |
| 75  | Становништво са ограниченим слухом                                                               | 211      |
| 76  | Становништво са ограничењима при одевању, купању или јелу                                        | 123      |
| 77  | Становништво са ограничењима у опажању или учењу једноставних ствари                             | 132      |
| 78  | Становништво са менталним ограничењима                                                           | 197      |
| 79  | Становништво без ограничења активности                                                           | 58225    |
| 80  | Становништво од 3 до 5 година које не похађа школу                                               | 2702     |
| 81  | Мушко становништво од 3 до 5 година које не похађа школу                                         | 1374     |
| 82  | Женско становништво од 3 до 5 година које не похађа школу                                        | 1328     |
| 83  | Становништво од 6 до 11 година које не похађа школу                                              | 423      |
| 84  | Мушко становништво од 6 до 11 година које не похађа школу                                        | 222      |
| 85  | Женско становништво од 6 до 11 година које не похађа школу                                       | 201      |
| 86  | Становништво од 12 до 14 година које не похађа школу                                             | 627      |
| 87  | Мушко становништво од 12 до 14 година које не похађа школу                                       | 313      |
| 88  | Женско становништво од 12 до 14 година које не похађа школу                                      | 314      |
| 89  | Становништво од 15 до 17 година похађа школу                                                     | 2283     |
| 90  | Мушко становништво од 15 до 17 година похађа школу                                               | 1124     |
| 91  | Женско становништво између 15 и 17 година живота у школи                                         | 1159     |
| 92  | Становништво од 18 до 24 године похађа школу                                                     | 1243     |
| 93  | Мушко становништво од 18 до 24 године похађа школу                                               | 590      |
| 94  | Женско становништво од 18 до 24 године похађа школу                                              | 653      |
| 95  | Становништво од 8 до 14 година које не може да чита и пише                                       | 739      |
| 96  | Мушко становништво старосног доба од 8 до 14 година које не може да чита и пише                  | 397      |
| 97  | Женско становништво старосног доби од 8 до 14 година које не може да чита и пише                 | 342      |
| 98  | Становништво од 15 година и више које је неписмено                                               | 6845     |
| 99  | Мушко становништво од 15 година и више које је неписмено                                         | 2559     |
| 100 | Женско становништво од 15 година и више које је неписмено                                        | 4286     |
| 101 | Становништво старо 15 и више година без школовања                                                | 6018     |
| 102 | Мушко становништво старо 15 и више година без школовања                                          | 2297     |
| 103 | Женско становништво старо 15 и више година без школовања                                         | 3721     |
| 104 | Становништво старосног доба 15 и више година са непотпуним основним образовањем                  | 10578    |
| 105 | Мушко становништво старосног доба од 15 година и више са непотпуном основним образовањем         | 5080     |
| 106 | Женско становништво старосног доба 15 и више година са непотпуном основним образовањем           | 5498     |
| 107 | Становништво старо 15 и више година са комплетним основним образовањем                           | 7493     |
| 108 | Мушко становништво старо 15 година и више са комплетним основним образовањем                     | 3678     |
| 109 | Женско становништво старо 15 и више година са комплетним основним образовањем                    | 3815     |
| 110 | Становништво старосног доба 15 и више година са непотпуним средњим образовањем                   | 2204     |
| 111 | Мушко становништво старосног доба од 15 година и више са непотпуним средњим образовањем          | 1143     |
| 112 | Женско становништво старосног доба од 15 година и више са непотпуним средњим образовањем         | 1061     |
| 113 | Становништво старо 15 и више година са пуним секундарном образовањем                             | 5600     |
| 114 | Мушко становништво старосног доба од 15 година и више са пуним секундарном образовањем           | 2813     |
| 115 | Женско становништво старосног доба од 15 година и више са пуним секундарном образовањем          | 2787     |
| 116 | Становништво старије од 18 година са постосновним образовањем                                    | 5257     |
| 117 | Мушко становништво старије од 18 година са постосновним образовањем                              | 2457     |
| 118 | Женско становништво старије од 18 година са постосновним образовањем                             | 2800     |
| 119 | Просечна оцена школовања                                                                         | 5.71     |
| 120 | Просечан ниво образовања мушке популације                                                        | 5.88     |
| 121 | Просечан ниво образовања женског становништва                                                    | 5.56     |
| 122 | Економски активно становништво                                                                   | 20872    |
| 123 | Економски активна мушка популација                                                               | 15750    |
| 124 | Економски активна женска популација                                                              | 5122     |
| 125 | Становништво које није економски активно                                                         | 21299    |
| 126 | Мушко становништво које није економски активно                                                   | 4167     |
| 127 | Женско становништво које није економски активно                                                  | 17132    |
| 128 | Запослено становништво                                                                           | 20594    |
| 129 | Запослено мушко становништво                                                                     | 15507    |
| 130 | Запослено женско становништво                                                                    | 5087     |
| 131 | Незапослена популација                                                                           | 278      |
| 132 | Незапослена мушка популација                                                                     | 243      |
| 133 | Незапослена женска популација                                                                    | 35       |
| 134 | Становништво без права на здравствене услуге                                                     | 35212    |
| 135 | Становништво које има право на здравствене услуге                                                | 25007    |
| 136 | Становништво које има право на ИМСС                                                              | 3495     |
| 137 | Становништво које има право на социјално осигурање                                               | 1568     |
| 138 | Становништво које има право на државно социјално осигурање                                       | 46       |
| 139 | Становништво које има право на опште осигурање или здравствено осигурање за нову генерацију      | 19516    |
| 140 | Становништво које је било једном или није било у браку током 12 година и више                    | 15016    |
| 141 | Венчано или уједињено становништво од 12 година и више                                           | 23246    |
| 142 | Становништво које је било у браку или уједињено 12 година и више                                 | 4030     |
| 143 | Становништво са католичком религијом                                                             | 53077    |
| 144 | Протестанти, еванђелисти и библијски следбеници различити од еванђелиста                         | 5862     |
| 145 | Становништво са другим религијама различитим од претходних                                       | 50       |
| 146 | Становништво без религије                                                                        | 802      |
| 147 | Укупно пописаних домаћинства                                                                     | 13915    |
| 148 | Пописна домаћинства на челу са мушкарцима                                                        | 10488    |
| 149 | Пописна домаћинства на челу са женама                                                            | 3427     |
| 150 | Становништво у пописним домаћинствима                                                            | 60253    |
| 151 | Становништво у пописним домаћинствима на челу са мушкарцима                                      | 48314    |
| 152 | Становништво у пописним домаћинствима на челу са женама                                          | 11939    |
| 153 | Укупно домаћинстава                                                                              | 16961    |
| 154 | Укупно насељених домаћинстава                                                                    | 13958    |
| 155 | Укупно приватних кућа                                                                            | 16918    |
| 156 | Насељени приватни домови                                                                         | 13915    |
| 157 | Укупно насељених приватних кућа                                                                  | 13956    |
| 158 | Ненасељене приватне куће                                                                         | 2008     |
| 159 | Појединачна домаћинства за привремену употребу                                                   | 995      |
| 160 | Становници у насељеним приватним кућама                                                          | 60253    |
| 161 | Насељеност станара у приватним становима                                                         | 4.33     |
| 162 | Просечно становника по соби у приватним насељеним домаћинствима                                  | 1.43     |
| 163 | Појединачна домаћинства са подовима од различитих материјала од земље                            | 11203    |
| 164 | Појединачна домаћинства у приземљу                                                               | 2681     |
| 165 | Појединачна домаћинства са једном спаваћом собом                                                 | 7875     |
| 166 | Појединачна домаћинства са две спаваће собе и више                                               | 6015     |
| 167 | Појединачна домаћинства са једним собом                                                          | 1385     |
| 168 | Појединачна домаћинства са две собе                                                              | 4510     |
| 169 | Појединачна домаћинства са 3 собе и више                                                         | 7988     |
| 170 | Појединачна домаћинства која имају електрично светло                                             | 13357    |
| 171 | Појединачна домаћинства која немају електрично светло                                            | 525      |
| 172 | Појединачна домаћинства која имају водоводну воду у стамбеном простору                           | 10020    |
| 173 | Појединачна домаћинства која немају водоводну воду у стамбеном простору                          | 3836     |
| 174 | Појединачна домаћинства која имају тоалет                                                        | 13468    |
| 175 | Појединачна домаћинства која имају канализацију                                                  | 9905     |
| 176 | Појединачна домаћинства која немају канализацију                                                 | 3928     |
| 177 | Појединачна домаћинства која имају електрично светло, довод воде из јавне мреже и канализацију   | 8330     |
| 178 | Појединачна домаћинства без икаквих услова                                                       | 1227     |
| 179 | Појединачна домаћинства која имају радио                                                         | 9593     |
| 180 | Појединачна домаћинства која имају телевизор                                                     | 11276    |
| 181 | Појединачна домаћинства која имају фрижидер                                                      | 5520     |
| 182 | Појединачна домаћинства која имају машину за веш                                                 | 3044     |
| 183 | Појединачна домаћинства која имају аутомобил или комби                                           | 2479     |
| 184 | Појединачна домаћинства која имају рачунар                                                       | 1060     |
| 185 | Појединачна домаћинства која имају фиксну телефонску линију                                      | 2103     |
| 186 | Појединачна домаћинства која имају мобилни телефон                                               | 4499     |
| 187 | Појединачна домаћинства која имају приступ интернету                                             | 626      |